# Cerkev sv. Petra, Ljubljana
Cerkev svetega Petra (tudi Šempetrska cerkev ali Šentpetrska cerkev) je župnijska cerkev bivše ljubljanske pražupnije ter današnje Župnije Ljubljana - Sveti Peter. Stoji na koncu Trubarjeve ceste, nasproti Hrvatskega trga, v neposredni bližini Kliničnega centra.

## Zgodovina in opis
Današnja cerkev je bila dograjena leta 1731 na mestu starejše cerkve iz leta 1358, lahko pa tudi starejše. Prva omemba šempetrske cerkve in župnika (plebanus) sega v leto 1163. V pisnih virih je omenjena tudi 23. februarja 1262. Takrat naj bi bil župnik neki Ludovik, tudi arhidiakon Kranjske in Slovenske marke. Cerkev je 7. oktobra 1262 postala župnijska. Okoli cerkve je bilo tudi pokopališče za vse umrle v Ljubljani in okolici. Leta 1472 so jo zažgali Turki, kar je razvidno iz napisa pri vhodu. Cerkev so večkrat obnovili. Leta 1618 jo je dal obnoviti ljubljanski knezoškof Tomaž Hren. Cerkev je imela tedaj samo en zvonik.
Načrt za novogradnjo se pripisuje arhitektu Carlu Martinuzziju, model cerkve je izdelal arhitekt Giovanni Fusconi, ki je pri gradnji sodeloval s tehničnimi nasveti. Pri gradnji, ki se je začela 1726. leta za časa vikarja dr. Nikolaja Ivana Kraškovca, je sodeloval tudi stavbenik Gregor Maček. Še ne končano, je leta 1728 že blagoslovil škof. Da so jo lahko dokončali, je moral župnik prodati vsa cerkvena zemljišča. Zgradili so triladijsko baziliko, s kupolo nad transeptom in apsidalno sklenjenim prezbiterijem. Notranjščina je baročna. Cerkev je dobila dva zvonika. Po potresu leta 1895 je bila obnovljena fasada, ki so jo okrasili in na vrhu izdelali arkade. Po načrtih Raimunda Jeblingerja so podaljšali prezbiterij, dozidali zakristiji in na vsaki strani transepta dodali stransko kapelo.
Med letoma 1938 in 1940 je pročelje cerkve preuredil arhitekt Ivan Vurnik, mozaike pa je prispevala njegova žena, Helena Vurnik in predstavljajo Kristusa in štiri evangeliste. Ob glavnem vhodu sta skoraj do konca 20. stoletja stala kipa sv. Petra in Pavla iz leta 1850 (kipar Toman), ki sta bila zaradi dotrajanosti odstranjena. Tedaj so uredili tudi prostor pred cerkvijo in kasneje dodali pred vhod stebre.
Freske na stropu cerkve je narisal slovenski baročni slikar Franc Jelovšek, oltarne poslikave pa Valentin Metzinger. Večina oltarjev je baročnih. Pomembni so leseni kipi dveh angelov (na oltarju Marije Magdalene) ter sv. Barbare in sv. Lucije (obe na oltarju sv. Uršule), ki so pripisani Henriku Mihaelu Löhru. Kvalitetna je prižnica, delo Carla Bombasija iz leta 1747 (stopnice so kasnejše). Tudi kamnoseška oprema je baročna. V prezbiteriju stoji krstilnik, darilo ljubljanskega škofa Tomaža Hrena iz leta 1611.
Zaradi izgradnje nove ceste in Fabianijevega mostu v letu 2011, sta Mestna občina Ljubljana in Ministrstvo za kulturo zagotovila obnovo vseh poslikav na stropu prezbiterija skupaj s slikami Jožefa Kastnerja delu apside. Obnovitvena dela je vodil akademski kipar Peter Mali, čiščenje in retuširanje poslikave pa je opravila akademska slikarka Jasna Radšel s sodelavci.
Novembra 2012 so bile prenovljene ure na zvonikih.V severnem zvoniku se nahaja največji zvon,v južnem pa štirje zvonovi.V južnem zvoniku je bil pod streho tudi navček in je zdaj shranjen v cerkvi za spomin. Le ta ima pomembno zgodovinsko vrednost, saj ga je ulil Elija Sombrak v 17. stoletju.